# Excenevex
Excenevex és un municipi francès situat al departament de l'Alta Savoia i a la regió d'Alvèrnia-Roine-Alps. L'any 2007 tenia 931 habitants.

## Demografia

### Població
El 2007 la població de fet d'Excenevex era de 931 persones. Hi havia 343 famílies de les quals 82 eren unipersonals (49 homes vivint sols i 33 dones vivint soles), 90 parelles sense fills, 147 parelles amb fills i 24 famílies monoparentals amb fills.
La població ha evolucionat segons el següent gràfic:
Habitants censats

### Habitatges
El 2007 hi havia 558 habitatges, 363 eren l'habitatge principal de la família, 159 eren segones residències i 36 estaven desocupats. 465 eren cases i 87 eren apartaments. Dels 363 habitatges principals, 252 estaven ocupats pels seus propietaris, 93 estaven llogats i ocupats pels llogaters i 18 estaven cedits a títol gratuït; 5 tenien una cambra, 30 en tenien dues, 53 en tenien tres, 97 en tenien quatre i 178 en tenien cinc o més. 315 habitatges disposaven pel capbaix d'una plaça de pàrquing. A 157 habitatges hi havia un automòbil i a 193 n'hi havia dos o més.

### Piràmide de població
La piràmide de població per edats i sexe el 2009 era:
| Homes | Edats   | Dones |
| ----- | ------- | ----- |
| 0     | 95 o +  | 0     |
| 8     | 90 a 94 | 0     |
| 0     | 85 a 89 | 8     |
| 8     | 80 a 84 | 4     |
| 16    | 75 a 79 | 16    |
| 4     | 70 a 74 | 16    |
| 16    | 65 a 69 | 8     |
| 8     | 60 a 64 | 16    |
| 16    | 55 a 59 | 4     |
| 36    | 50 a 54 | 32    |
| 44    | 45 a 49 | 32    |
| 32    | 40 a 44 | 28    |
| 16    | 35 a 39 | 16    |
| 24    | 30 a 34 | 24    |
| 12    | 25 a 29 | 20    |
| 20    | 20 a 24 | 12    |
| 20    | 15 a 19 | 24    |
| 12    | 10 a 14 | 8     |
| 48    | 5 a 9   | 36    |
| 16    | 0 a 4   | 28    |

## Economia
El 2007 la població en edat de treballar era de 612 persones, 487 eren actives i 125 eren inactives. De les 487 persones actives 443 estaven ocupades (241 homes i 202 dones) i 43 estaven aturades (19 homes i 24 dones). De les 125 persones inactives 40 estaven jubilades, 38 estaven estudiant i 47 estaven classificades com a «altres inactius».

### Ingressos
El 2009 a Excenevex hi havia 378 unitats fiscals que integraven 955,5 persones, la mediana anual d'ingressos fiscals per persona era de 25.525 €.

### Activitats econòmiques
Dels 59 establiments que hi havia el 2007, 1 era d'una empresa alimentària, 4 d'empreses de fabricació d'altres productes industrials, 7 d'empreses de construcció, 8 d'empreses de comerç i reparació d'automòbils, 1 d'una empresa de transport, 15 d'empreses d'hostatgeria i restauració, 1 d'una empresa d'informació i comunicació, 1 d'una empresa financera, 2 d'empreses immobiliàries, 10 d'empreses de serveis, 5 d'entitats de l'administració pública i 4 d'empreses classificades com a «altres activitats de serveis».
Dels 14 establiments de servei als particulars que hi havia el 2009, 1 era una funerària, 2 paletes, 1 guixaire pintor, 2 fusteries, 1 electricista i 7 restaurants.
Dels 3 establiments comercials que hi havia el 2009, 2 eren botiges de menys de 120 m² i 1 una botiga de menys de 120 m².
L'any 2000 a Excenevex hi havia 11 explotacions agrícoles que ocupaven un total de 342 hectàrees.

## Equipaments sanitaris i escolars
El 2009 hi havia 1 escola maternal i 1 escola elemental integrada dins d'un grup escolar amb les comunes properes formant una escola dispersa.

## Poblacions més properes
El següent diagrama mostra les poblacions més properes.